# SANEI
SANEI株式会社（サンエイ、SANEI LTD.）は、大阪府大阪市東成区玉津に本社を置く水栓を主とした水周り製品の企画・製造・販売をおこなう企業である。1954年創業。2018年4月に株式会社 三栄水栓製作所（SAN-EI FAUCET MFG. CO., LTD.）から商号変更した。

## 会社概要
同社は、水まわりの製品(給水栓・給排水金具・継手及び配管部材 等)の製造・販売を主な内容とする、水栓金具専門メーカーである。「給水栓」とは単水栓、湯水混 合水栓、止水栓、ボールタップ及び洗浄弁・洗浄水栓を総称するものである。
製品の主な特長としては、プロダクトデザイナーや、建築や空間を手掛けるデザイナーに積極的に協力を仰ぐことで、従来のトップダウン方式より優れた水栓を提案している点がある。インテリアを構成する素材の一つとして、その空間のコンセプトに調和するようなデザインの選択肢を提供する製品を揃えている。
また住居やホテルの一般室のほか、スウィートルームやペントハウスなどの高級なゾーンにおいても同社製品が採用されている特色がある。
住居以外の事務所ビルやアミューズメント施設、病院・介護施設、駅舎等、人が集まる公共の場、いわゆる非住宅の分野でも使われる製品にも力を入れている。
2020年4月に東京証券取引所2部上場を予定していたが、コロナ禍の影響により、上場を一時延期した。2020年12月に東京証券取引所2部へ上場した。